# 网络索引
网络索引是指人們為製作网站或整个互联网的索引而採取的方法。网络搜索引擎通常會抓取網站上的关键字和元数据来構建索引。随着在线期刊內收錄的文章越來越多，网络索引对于期刊网站來說也变得越来越重要。 